# Gobiodon unicolor
Gobiodon unicolor es una especie de peces de la familia de los Gobiidae en el orden de los Perciformes.

## Morfología
Los machos pueden llegar a alcanzar los 2.8 cm de longitud total.

## Distribución geográfica
Se encuentra desde las Islas Ryukyu hasta Australia.

## Observaciones
Es inofensivo para los humanos.